# Harold Harmsworth
Harold Harmsworth, první vikomt z Rothemeru (26. dubna 1868 Londýn – 26. listopadu 1940 Bermudy), člen Soukromé rady Spojeného království, byl spolu se svým bratrem Alfredem Harmswrothem, prvním vikomtem z Northcliffu, průkopníkem populárního žurnalismu. Spolu založili deníky Daily Mail a Daily Mirror. Vlastnil Associated Newspapers, nyní nazvané DMG Media.